# Polska Góra (przystanek kolejowy)
Polska Góra (ukr. Польська Гора) – przystanek kolejowy w lasach, w rejonie kamieńskim, w obwodzie wołyńskim, na Ukrainie. Położony jest na linii Sarny – Kowel, w oddaleniu od osad ludzkich. Najbliższą miejscowością jest Lisów.
Przystanek istniał przed II wojną światową. Nazwa pochodzi od pobliskiego wzgórza, nazwanego na cześć żołnierzy Legionów Polskich, biorących udział w bitwie pod Kostiuchnówką.